# Tilly (Eure)
Tilly település Franciaországban, Eure megyében. Lakosainak száma 575 fő (2022. január 1.). Tilly Vexin-sur-Epte községgel határos.

## Népesség
A település népessége az elmúlt években az alábbi módon változott:
| Lakosok száma | 239  | 383  | 457  | 535  | 554  | 544  | 547  | 558  | 566  | 575  |
|               | 1968 | 1982 | 1990 | 2006 | 2013 | 2015 | 2017 | 2019 | 2020 | 2022 |